# Côte des Noirs
De Côte des Noirs is een wijngebied in Noord-Frankrijk. Het is geen Appellation d'Origine Contrôlée maar deel van de A.C. Champagne. Het begrip is vrij recent courant geworden, men spreekt al langer van een "Côte des Blancs".
De Côte des Noirs is gelegen op het krijt en kalksteen aan de zuidkant van de Montagne de Reims. De Côte des Noirs ligt tussen Ay en Trépail en overziet de vallei van de Marne. Ook het grand cru-dorp Tours-sur-Marne wordt tot de Côte des Noirs gerekend..
De vijf gemeenten op de helling staat op de lijst van grand cru- of premier cru-gemeenten van de Champagne. Dat betekent dat alle druiven uit de wijngaarden binnen deze gemeenten, ongeacht de bodem en de ligging, een aandeel aan de "grand cru" of "premier cru" champagne leveren.
De met vooral witte druiven van de chardonnay beplante heuvelrug tussen Cramant en Le Mesnil-sur-Oger wordt de "Côte des Blancs" genoemd.